# Gestreepte lijstergaai
De gestreepte lijstergaai (Grammatoptila striata synoniem: Garrulax striatus) is een zangvogel uit het monotypische geslacht Grammatoptila en de familie Leiothrichidae.

## Verspreiding en leefgebied
Deze soort komt voor van de Himalaya tot Myanmar en telt vijf ondersoorten:
- G. s. striata: de noordwestelijke Himalaya.
- G. s. vibex: westelijk en centraal Nepal.
- G. s. sikkimensis: van oostelijk Nepal tot centraal Bhutan.
- G.s. brahmaputra: van zuidoostelijk Tibet en oostelijk Bhutan tot noordwestelijk Myanmar
- G. s. cranbrooki: noordoostelijk Myanmar en westelijk Yunnan (zuidwestelijk China).

## Status
De grootte van de populatie is niet gekwantificeerd maar de soort wordt omschreven als schaars in China, plaatselijk algemeen in India en Nepal en zeer algemeen in Bhutan. Op de Rode lijst van de IUCN heeft deze soort de status niet bedreigd.